# Francisco Esteves Dias
Francisco Esteves Dias OSB (* 21. September 1920 in São Vicente da Chã, Gemeinde Chã (Montalegre), Portugal; † 2. Dezember 1977) war Bischof von Luso.

## Leben
Francisco Esteves Dias trat der Ordensgemeinschaft der Benediktiner bei und empfing am 11. Juli 1948 das Sakrament der Priesterweihe.
Am 1. Juli 1963 ernannte ihn Papst Paul VI. zum Bischof von Luso. Der Apostolische Nuntius in Portugal, Erzbischof Maximilien de Fürstenberg, spendete ihm am 8. September desselben Jahres die Bischofsweihe; Mitkonsekratoren waren der Weihbischof in Porto, Florentino de Andrade e Silva, und der Bischof von Silva Porto, Manuel António Pires.
Francisco Esteves Dias trat am 13. April 1976 als Bischof von Luso zurück.